# Hagenthal-le-Bas
Hagenthal-le-Bas – miejscowość i gmina we Francji, w regionie Grand Est, w departamencie Górny Ren.
Według danych na rok 1990 gminę zamieszkiwało 896 osób, 145 os./km².